# Roosa Koskelo
Roosa Koskelo est une joueuse finlandaise de volley-ball née le 20 août 1991 à Forssa. Elle mesure 1,64 m et joue au poste de libero. 

## Clubs
| Club            | De        | À         |
| --------------- | --------- | --------- |
| Koijärven Kunto | 2005-2006 | 2005-2006 |
| Somero          | 2006-2007 | 2007-2008 |
| Kimmo Volley    | 2008-2009 | 2008-2009 |
| HPK Naiset      | 2009-2010 | 2011-2012 |
| LP Kangasala    | 2012-2013 | 2012-2013 |
| LP Viesti Salo  | 2013-2014 | 2015-2016 |
| Nova KBM Branik | 2016-2017 | 2016-2017 |
| MTV Stuttgart   | 2018-2019 | …         |

## Palmarès
- Championnat de Finlande
  - Vainqueur : 2014, 2015.
  - Finaliste : 2010, 2012, 2013, 2016.
- Coupe de Finlande
  - Vainqueur : 2012, 2014, 2015.
  - Finaliste : 2009, 2013.
- Coupe de Slovénie
  - Vainqueur :  2017.
- Championnat d'Allemagne
  - Vainqueur : 2019.
- Coupe d'Allemagne
  - Finaliste : 2019, 2020.
- Supercoupe d'Allemagne
  - Finaliste : 2019.